# Dubovce
Dubovce (hongrois : Farkashelyvidovány) est un village de Slovaquie situé dans la région de Trnava.

## Histoire
Première mention écrite du village en 1500.

## Démographie

### Évolution de la population
| Année:               | 1994. | 2004.   | 2014.   | 2024.   |
| -------------------- | ----- | ------- | ------- | ------- |
| Nombre de personnes: | 655   | 675     | 639     | 623     |
| Différence:          |       | +3,05 % | -5,33 % | -2,50 % |

| Année:               | 2023. | 2024.   |
| -------------------- | ----- | ------- |
| Nombre de personnes: | 621   | 623     |
| Différence:          |       | +0,32 % |